# Cesare Brandi
Cesare Brandi (Siena, 8. travnja 1906. – Vignano, 19. siječnja 1988.) talijanski je umjetnički kritičar i povjesničar, specijalist za teoriju konzerviranja restauriranja.

## Životopis
Godine 1939 postao je prvi ravnatelj Istituto Centrale per il Restauro (Središnji institut za konzervaciju restauraciju), danas Istituto superiore per la conservazione ed il restauro u Rimu .
Njegove najvažnije knjige posvećene interpretaciji umjetničkih djela su Le due vie (1966, Bari), i Theoria generale della critica (1974). Le due vie je predstavljena u Rimu od strane Roland Barthes-a, Giulio Carlo Argan-a i Emilio Garroni-a. Od filozofa najbližim svom stavu izdvajao je Heidegger-a; a smatrao se bliski i Derridi. Posebno je bio sklon Derridinom teoretiziranju različitosti.
Godine 1963, izdao je svoje značajno djelo Teoria del Restauro .
"Restauriranje za svoj cilj mora postaviti ponovno uspostavljanje jedinstvenosti umjetničkog djela,uz pretpostavku,da je isto moguće izvesti bez oblikovanja povijesne ili umjetničke patvorine,te bez brisanja tragova povijesti samog djela"
Knjiga je podijeljena na 8 poglavlja, nastala je na temelju iskustva stečenog radom u Instituto Centrale del Restauro 1939. – 1961.:
1. Koncept restauriranja;
2. Materijal umjetničkog djela;
3. Potencijalna jedinstvenost umjetničkog djela;
4. Vrijeme u umjetničkom djelu i restauriranju;
5. Restauriranje s gledišta historicizma;
6. Restauriranje s estetskog gledišta;
7. Prostor umjetničkog djela;
8. Preventivno restauriranje.

Nadalje vrlo je značajno postignuće Brandijeva rada i neutralni retuš tkz. trattegio,razvijen na Instituto Centrale del Restauro između 1945. i 1950.,pod njegovim utjecajem.Ovaj je koncept restauriranje definitivno udaljio od zone falsifikata.

## Vanjske poveznice
- ‘Cesare Brandi’, dictionaryofarthistorians.org
- The Cleaning of Pictures in Relation to Patina,Varnish and Glazes